# Доротея (село)
Доротея (рум. Doroteia) — село у повіті Сучава в Румунії. Адміністративно підпорядковане місту Фрасін.
Село розташоване на відстані 341 км на північ від Бухареста, 38 км на південний захід від Сучави, 140 км на захід від Ясс.

## Населення
За даними перепису населення 2002 року у селі проживала 891 особа, усі — румуни. Рідною мовою 890 осіб (99,9%) назвали румунську.